# Gokishichidō

Mapa de las divisiones del Gokishichidō con sus respectivas provincias. De oeste a este:
Saikaidō
San'indō
San'yōdō
Nankaidō
Kinai
Hokurikudō
Tōsandō
Tōkaidō

Gokishichidō (五畿七道, literalmente "cinco provincias y siete circuitos") fue el nombre de las antiguas unidades administrativas en las que se organizaba Japón durante el período Asuka como parte de un sistema legal y gubernamental traído desde China. A pesar de que estas divisiones dejaron de existir a partir del período Muromachi sí que quedaron grandes rasgos geográficos hasta el siglo XIX. El Gokishichidō consistía en cinco provincias dentro de Kinai (畿内), la capital, además de siete dō (道) o circuitos, las regiones, que contenían cada una sus propias provincias. 
Cuando Hokkaido fue incluida como circuito a Japón en 1869, el sistema fue llamado Gokihachidō (五畿八道, literalmente "cinco provincias y ocho circuitos") hasta la abolición del sistema Han en 1871.

## Las cinco provincias
Eran cinco áreas locales que rodeaban la capital imperial (primero Heijō-kyō en Nara, después Heian-kyō en Kioto) formando Kinai. Las cinco provincias eran:
- Provincia de Yamato
- Provincia de Yamashiro
- Provincia de Kawachi
- Provincia de Settsu
- Provincia de Izumi

- Datos: Q1196984